# Хатчинсон, Лесли
Ле́сли А́ртур Джу́лиан Ха́тчинсон (англ. Leslie Arthur Julien Hutchinson), известный также под прозвищем Ха́тч (англ. Hutch; 7 марта 1900, Гуяв, Гренада, Британские Наветренные острова — 18 августа 1969, Лондон, Великобритания) — гренадский певец (баритон), артист кабаре, пик популярности которого пришёлся на 1920-е и 1930-е годы.

## Биография
Родился в городе Гуяв на острове Гренада 7 марта 1900 года в семье бизнесмена и церковного органиста Джорджа Хатчинсона и Мэриэнн, урождённой Тёрнбулл. Имел африканское, карибское, индийское, шотландское и французское происхождение. В то время остров Гренада был частью колонии Британские Наветренные острова. В детстве брал уроки игры на фортепиано. В 1916 году переехал в Нью-Йорк с намерением изучать медицину, но, вместо этого, начал петь и играть на фортепиано в городских клубах и барах.

## Карьера
В Нью-Йорке Хатч присоединился к группе афроамериканцев, которая под руководством Генри «Бродвей» Джонса выступала на мероприятиях миллионеров, таких, как Вандербильты, за что подвергалась угрозам со стороны расистов из ККК. В 1924 году Хатч уехал из США в Париж, где жил в клубе Джо Зелли и подружился с композитором Коулом Портером.
В 1927 году, по совету Эдвины Маунтбеттен, он переехал в Лондон, где его выступления в мюзиклах Роджерса и Харта принесли ему известность и признание со стороны публики. Хатч был любимым певцом принца Уэльского, который позднее стал королём Великобритании под именем Эдуарда VIII. В 1920-х — 1930-х годах он был самым высокооплачиваемым британским артистом. Его регулярно транслировали по радио Би-би-си. Одним из самых больших хитов исполнителя стала версия песни «Эти глупости (Напоминают мне о тебе)» (англ. These foolish things). Несмотря на популярность, достаток и высокий уровень культуры, Хатч владел пятью или шестью языками, артист часто становился жертвой расовых предрассудков.
Записал несколько песен Коула Портера, в том числе Begin the Beguine и «Давай, сделаем это (Давай, влюбимся)» (англ. Let's do it, let's fall in love). Для последней он, предположительно, сочинил около 70 новых куплетов. Хатчинсон добровольно участвовал в развлечении войск в стране и за рубежом во время Второй мировой войны, но не получил официального признания за свою службу, и его имя не было внесено ни в один из списков наград.

## Личная жизнь

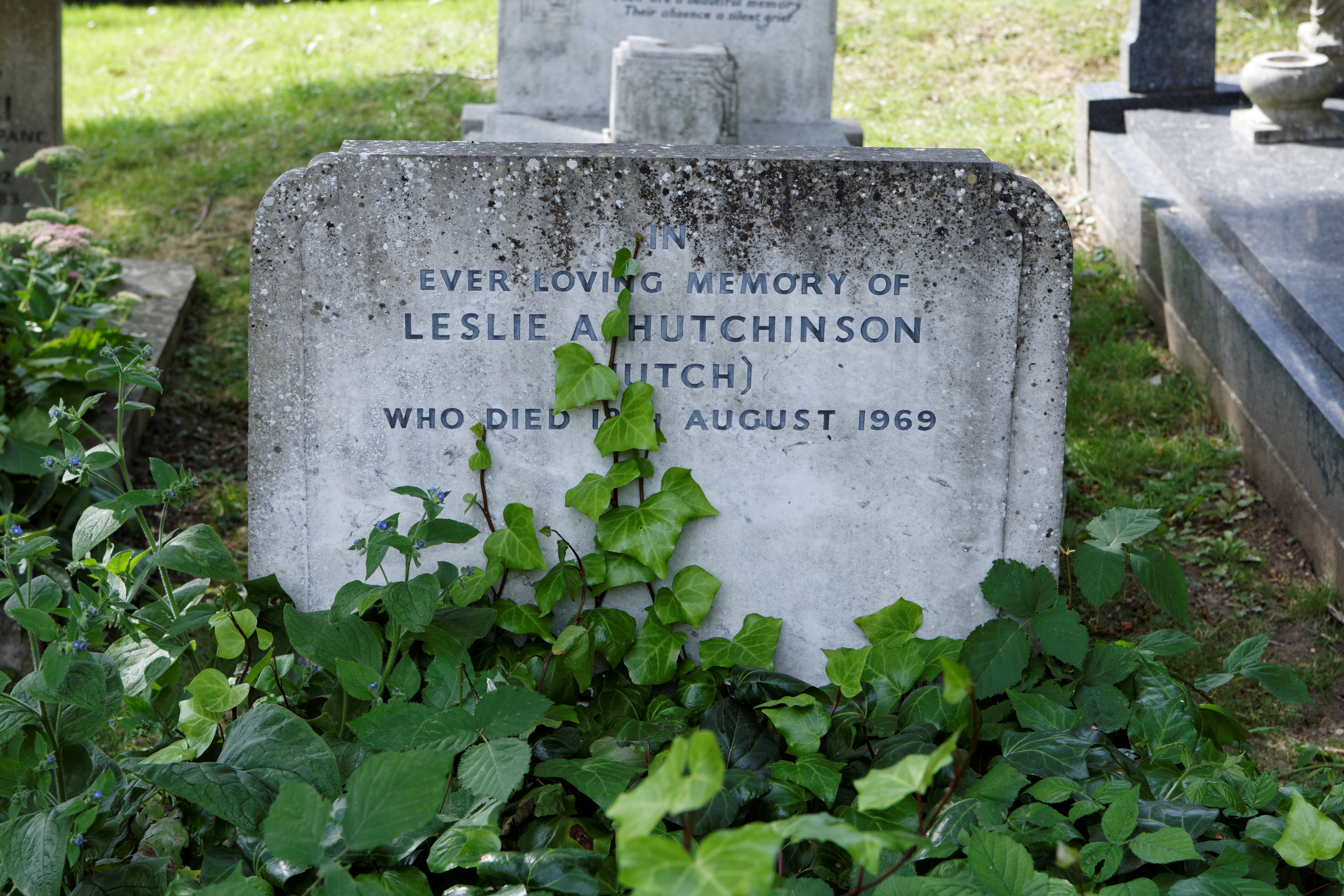
Могила Лесли Хатчинсона на Хайгетском кладбище

В 1923 или 1924 году в Нью-Йорке Лесли Хатчинсон женился на Элле Бёрд, женщине африканского, английского и китайского происхождения. Их дочь, Лесли-Бэгли-Ивонн, родилась 9 апреля 1926 года. У Хатча было ещё семь детей от шести разных женщин. Гордон родился в 1928 году, Габриэль в 1930 году, Дженнифер в 1939 году, Джеральд и Крис в 1948 году, Грэм (полнокровный брат Криса) в 1953 году и Эмма в 1965 году.
В жизни Хатча было несколько скандалов, связанных с его отношениями с женщинами. Когда в 1930 году семья британской дебютантки Элизабет Корбетт обнаружила, что она беременна от Хатча, то поспешно выдала её замуж за армейского офицера. Однако, когда ребенок родился, и выяснилось, что он принадлежит к смешанной расе, муж Корбетт отказался признать младенца своим. Дочь Хатча, Габриэль, была передана на удочерение, а разгневанный отец дебютантки подал в суд на артиста. Артисту приписывали романы с представительницами королевской семьи, герцогиней Мариной, тёткой королевы и принцессой Маргарет, сестрой королевы. В середине 1930-х годов таблоиды запустили слух об отношениях между Хатчем и леди Эдвиной Маунтбеттен. Маунтбеттены подали в суд на таблоиды за клевету. В результате этого скандала многие из бывших высокопоставленных покровителей Хатча стали его избегать.
Другими известными любовницами музыканта были актрисы Таллула Бэнкхед и Мерл Оберон. Хатч был бисексуалом и имел длительные отношения с мужчинами, композиторами Коулом Портером и Айвором Новелло. Последние годы жизни он страдал от проблем со здоровьем и умер в Лондоне от пневмонии 19 августа 1969 года. Лесли Хатчинсон был похоронен на Хайгейтском кладбище.

## Наследие
12 октября 2012 года на стене дома № 31 на Стилс-стритс в Белсайз-Парке в память о Лесли Хатчинсоне была установлена синяя доска «Английское наследие». В этом доме в Лондоне артист жил с 1929 по 1967 год. В установке мемориальной доски участвовала его дочь Габриэль Маркс. В ноябре 2016 года Хатч был показан в четвертом эпизоде сериала Би-би-си «Чёрные британцы. Забытая история» под названием «Возвращение домой», представленного историком Дэвидом Олусогой. После премьеры эпизода дети артиста, Габриэль и Крис, в присутствии других членов семьи, открыли в память об отце мемориальную доску в ресторане «Куаглино’с», где он выступал в конце своей карьеры.